# Vespa basalis

Vespa basalis (лат.) — вид шершней.

## Описание
Характерной особенностью данного вида является метасома темно-коричневого или чёрного цвета.

## Экология
Лесной вид. Гнезда строят на ветвях древесных растений, иногда в постройках, и расщелинах скал или в земле. В колониях может быть до 5000 особей.

## Значение для человека
Это один из самых опасных видов шершней на Тайване, и его яд вызывает отек и может привести к смерти.

## Распространение
Встречается в Пакистане, Индии, Непале, Китае, Тайване, Мьянме, Таиланде, Лаосе, Вьетнаме, и на острове Суматра (Индонезия). Вид также был завезён в 2019 году в Британскую Колумбию, Канада.